# Ángel Establier Costa
Ángel Establier Costa (Alacant, 31 d'octubre de 1904 - Benidorm, 1976) va ser un farmacèutic alacantí, primer director del Col·legi d'Espanya a París.
Va néixer al barri de Benalua. Després d'estudiar a l'Institut d'Alacant continuà els seus estudis a Madrid. Es va allotjar a la Residencia de Estudiantes i fou alumne de la Institución Libre de Enseñanza, on va mantenir lligams amb Santiago Ramón y Cajal, Julio Rey Pastor, Blas Cabrera Felipe, Enric Moles i Ormella i Esteve Terradas i Illa. Finalment es va llicenciar en farmàcia, s'especialitzà en bioquímica i es va doctorar a la Universitat d'Estrasburg. Alhora va treballar al Comitè de Cooperació Intel·lectual de la Societat de Nacions i com a bioquímic a la Compañía General Azucarera.
L'abril de 1935 el govern de la Segona República Espanyola el va nomenar primer director del Col·legi d'Espanya a París. Durant la guerra civil espanyola va acollir refugiats fugits a França sense fer distincions de cap bàndol (Xavier Zubiri, Severo Ochoa, Pío Baroja). Això li va valer l'intent de destitució de l'ambaixador republicà Luis Araquistáin, però les autoritats franceses van intercedir per ell i ho van evitar. Quan va acabar la guerra les autoritats franquistes van intentar fer el mateix, però les autoritats francesos s'hi van oposar. Tot i això, fou encausat pel Tribunal Especial de Repressió de la Maçoneria i del Comunisme i en 1940 van demanar la seva deportació. Les autoritats franceses es van negar, i malgrat les pressions espanyoles, es va mantenir en el càrrec fins que en 1949 les autoritats franquistes enviaren un nou candidat, José Antonio Maravall Casesnoves.
El mateix any fou nomenat director de l'Oficina Regional de Ciència i Tecnologia de la UNESCO per a Amèrica Llatina i el Carib (ORCYT), amb seu a Montevideo (Uruguai), càrrec que va ocupar fins 1954. Aleshores va tornar a París, on fou director de la Divisió d'Activitats Científiques del Departament de Ciències de la UNESCO fins 1960, on fou nomenat novament director de l'ORCYT fins a la seva jubilació en 1964. Aleshores va tornar al País Valencià i es va establir a Benidorm, on va morir el 1976.